# Windows Live Video Messages
Windows Live Video Messages es un servicio de Windows Live de Microsoft. Combina video digital con el correo electrónico en un servicio que permite a todos los usuarios de cámara Web crear, enviar y recibir mensajes de vídeos en su lista de Windows Live Contactos, incluso cuando están sin conexión. El servicio también proporciona un gadget de Windows Sidebar para usuarios de Microsoft LifeCam que permite acceder a sus seis contactos superiores y características esenciales de mensajes de vídeo directamente desde su escritorio.
Windows Live Video Messages fue liberado al público el 9 de septiembre de 2008. 
El 28 de abril de 2009, Windows Live video Messages fue actualizado con el nuevo tema "Windows Live Wawe 3", y varias pequeñas actualizaciones y correcciones de errores. El 22 de mayo de 2010, Microsoft anunció que Windows Live Video Messages se discontinuará el 21 de julio de 2010. Las funcionalidades de Windows Live Video Messages será reemplazados por Windows Live Messenger Wave 4.

## Características
Con Windows Live video Messages, los destinatarios no tienen que descargar los archivos de vídeo en su equipo y reproducirlos localmente. El servicio utiliza Microsoft Silverlight 2.0 en la secuencia de vídeos cargados y almacenada en el sitio Web por otros usuarios. Los usuarios reciben 4 GB de espacio de almacenamiento para sus mensajes de vídeos y cada mensaje en vídeo puede ser hasta dos minutos.
Los usuarios no tienen que tener un Windows Live ID para grabar, enviar, administrar o ver varios mensajes de vídeos. Sin embargo, para la visualización de un único vídeo no es necesario el inicio de sesión en Windows Live ID. Los usuarios que han firmado en su cuenta de Windows Live ID son capaces de acceder y ver sus contactos de Windows Live y directamente enviar mensajes de vídeos a destinatarios. Los usuarios son capaces de controlar quién obtiene para ver sus vídeos por bloqueo o desbloqueo de los mensajes que habían enviado. Los usuarios también son capaces de responder y reenviar sus vídeos mensajes recibidos, como si fuese un correo electrónico. El servicio también apoya a los usuarios para guardar sus mensajes de vídeos directamente en su equipo.
Si el usuario está utilizando Microsoft LifeCam y Windows Vista, también pueden usar el gadget de Microsoft LifeCam Video Messages en la Sidebar para grabar, enviar, reenviar y ver vídeos mensajes directamente desde su escritorio.